# トリコ 爆狩ジャングルメ!!
『トリコ 爆狩ジャングルメ!!』は、島袋光年の漫画『トリコ』を原作とするデータカードダス。2013年6月6日稼働開始。2014年1月30日稼働の第4弾を持って稼働終了。開発担当はディンプス。

## 概要
2011年4月よりフジテレビ系列にて放送開始されたテレビアニメ『トリコ』を題材とした「トリコ イタダキマスター」の続編。三つあったボタンが一つになり、代わりにレバーが追加され、操作性とシステムを一部変更した。

## 遊び方
1.100円玉を入れ、「ひとりであそぶ」「カードをかう」「ふたりであそぶ」の中から一つのモードを選ぶ。
カードをかう
バトルをしない代わりに、カードを最大9枚まで購入できる。
ふたりであそぶ
プレイヤー同士で対戦する。
2.「ひとりであそぶ」を選ぶと、カードが1枚払い出される。最大4連続でカードを購入でき、その都度リーダーの能力がランダムで上がる。
3.グルメサバイバルがスタートし、ミッションを選ぶ。レベルによって一龍が現段階でオススメのミッションを教えてくれる。
4.キャラクター又はモンスターカードを3枚スキャン。最初にスキャンしたカードのキャラがリーダーになり、ボーナスが得られ、戦闘中に食義開放を発動できる。次にエクストラカードを1枚スキャンできるが、しなくてもバトルに移行可能。

### ルール
マップ探索
レバーを引いてマップを探索する。制限時間内にボスの所まで行ってボスを倒し、目的の食材を手に入れる。残り時間が1分を切ると凶暴タイムが発動し、ボスがパワーアップしてしまう。
食没チャンス
第2弾から登場。マップ探索中に発生し、指定された方向にレバーを入力することによってメンバーの最大HPを上昇させる。
バトル
3対3のチームバトル。行動順はキャラクターのスピードで決まり、ラウンド開始時に表示され、その順番にキャラクターが行動する。「アタック」「グルメ」いずれかのコマンドを選んで戦い、チームのHPを0にした方が勝ち。キャラクターが行動するたびに「食義開放ゲージ」が貯まり、満タンになると食義開放を発動できる。ゲージの総数はカードの食義開放ゲージ数の合計値で、ゲージの上昇率はアタック、スペシャル、グルメの順に高い。
アタック
対象を選択して通常攻撃。ダメージは低いが、食義ゲージが増加する。パワーとインパクト数が多いほど威力が高くなる。
食義(野生)開放
食義開放ゲージが一定以上貯まると使用できる必殺技。ダメージが高く、レバー操作で更にダメージを上げられる。ゲージが6以上の状態で使用すると敵全体を攻撃できる。モンスターの場合は表記が「野生開放」。
グルメ
味方が持つ食材を食べ、HPを回復しつつ能力強化や状態異常などさまざまな効果を発動させる。基本的に食材は1回食べると無くなるが、複数回食べられる食材も存在する。

## システム
ランクアップミッション
IGOミッションをクリアすると獲得できるミッションポイントが一定以上貯まると発生するミッション。無事クリアできればミッションランクが上がり、新たなミッションが発生するようになる。
マイフルコースメニュー
ICカードを使ってプレイし、相手チームに勝つとグルメ食材を入手できる。そして入手したグルメ食材は「マイフルコースメニュー」に登録でき、次回プレイ時登録した食材に対応したリーダーの能力が上がる。項目は原作の人生のフルコースと同じく前菜、スープ、魚料理、肉料理、メイン、サラダ、デザート、ドリンクの8種類あり、入手した食材は決まった箇所に登録される。
爆ジャンクッキング
ミッション終了後、獲得した食材をレバーを回して調理することで強化する。調理が早く完了するとボーナスが付与される。第2弾からはグルメダルでパラメータを上げる調味料を購入でき、調理器具にレバーを上下に操作し、ボタン連打で調味料を振りかけて調理できるフライパンが追加された。
爆ジャンコードスキャン
爆ジャンクッキングにおいて様々なバーコードをスキャンし、素材食材を追加する。登場する食材の種類はノーマル、R、SRの3種類が存在し、同じ食材でもバーコードによって上がる能力値は異なる。爆ジャンコードには法則性があり、例えば本作のカードだとカードに描かれた食材が登場する。第2弾からはスキャンと同時に食材ポイントが貰え、一定以上貯まると料理道具がグレードアップし、更に高パラメータの料理を作成できる。
ノッキングチャンス
ノッキングガンマークが付いたカードのキャラが攻撃すると発動することがある。ノッキングガンの先端が中心の赤い点に重なった時にボタンを押すと敵をマヒさせられる。
四獣戦
第2弾より追加。一定確率で登場する緊急ミッションを受けると挑戦できる。2回連続で行動し、分裂体(マウントタートル、インバイトデス、牙王、キングオクトパスコング)を吸収することによって能力値が強化されていくが、マップ探索で分裂体を倒せば阻止することができる。

## カードの種類
キャラクターカード、モンスターカード、エクストラカードの3種類のカードがあり、そのうちキャラクターカードとモンスターカードには攻（アタック。カードの色：緑）・食（グルメ。カードの色：青）・必（スペシャル。カードの色：赤）のいずれかのバトルタイプがあり、必→食→攻→必の順にタイプ相性が存在。相性の善し悪しでダメージが上下する。
同じバトルタイプのカード3枚でデッキを組むと、必だと食義ゲージ1本追加、食だと最大HP2,000アップ、攻だとパワー1,000アップのタイプボーナスが貰える。また、サポートキャラ2人がモンスターでかつ、タイプが一人でも違うと「野生パワー」が発生し、パワー、ガード、スピードがそれぞれ500アップする。 レアリティはノーマル、一つ星レア、二つ星レア、三つ星レア、四つ星レア、シークレットレアの6つ。
イタダキマスターのカードも使用できるが、ノッキングチャンス以外のキャンペーンカード能力は種類に対応したステータスアップに置き換えられ、エクストラカードとカード記載食材の効果は一部変更される。
キャラクターカード、モンスターカード
トリコやココといったキャラクター、ガララワニやトロルコングといった猛獣のカード。3人1組のチームを作って戦う。H(最大HP)、P(攻撃力)、G(防御力)、S(素早さ)、インパクトレベル、食義開放ゲージ、食材が設定されており、同じキャラクターでもカードによって能力や持っている食材が異なる。キャラクターカードはリーダー、サポートのどちらにもできるが、モンスターカードはサポートにしかできない。第2弾からはモンスターカードに「爆狩種」が登場。色が違うだけでなく、ステータスも通常の種類より強力。ごく稀にミッションで登場することがあり、勝利すると強力がグルメ食材を獲得できる。
エクストラカード
チームスキャンで、チームを決定した後にスキャンするカード。戦闘開始時や2ターン目など決まった条件を満たすと特殊な効果(エクストラスキル)が発生する。種類はバトル中に発動する「BATTLE」とマップ探索の特定のエリアに入ると発動する「TRAP」がある。

## 登場カード

### 第0弾
- キャラクター - マスタートリコ、珍鎮々

### 第1弾
- キャラクター - ギリム
- エクストラ - 食技 瞬間血抜き、包丁一振り一億円、美食神の超食宝、あやめ

### 第2弾
- モンスター - 四獣
- エクストラ - 捕食者の頂点、患いの雨 グリーンレイン

### 第3弾
- キャラクター - ブランチ
- エクストラ - 食の祭典、もう一人の救世主

## リリース
- 2013年6月4日 最強ジャンプ2013年7月号に「トリコ」カード付録。
- 2013年6月6日 第0弾稼動開始。
- 2013年6月6日 ゴージャストリコキャンペーンを実施。
- 2013年6月8日 -  小僧寿しにて、対象メニューを注文すると、小僧寿しオリジナルカード（一品につき一枚・3種類）が先着・数量限定で配布。
- 2013年7月1日 グルト!にオリジナルカード8種類が付く。
- 2013年7月4日 トリコ グルメガバトル!の初回封入特典として、「トリコ」カード付き。
- 2013年7月27日 劇場版 トリコ 美食神の超食宝の入場者特典に「トリコ（劇場版STYLE）」カード配布。
- 2013年8月8日 第1弾稼動開始。
- 2013年10月10日 第2弾稼働開始。「王食晩餐キャンペーン」実施。
- 2013年12月5日 第3弾稼働開始。
- 2014年1月30日 第4弾(最終弾)稼動開始。今までの弾のカードを再録。